# Kiełbasy (województwo warmińsko-mazurskie)
Kiełbasy (niem. Kelbassen, w latach 1935–1945 Wehrberg) – wieś w Polsce położona w województwie warmińsko-mazurskim, w powiecie szczycieńskim, w gminie Rozogi.
W latach 1975–1998 miejscowość administracyjnie należała do województwa ostrołęckiego.